# Třída Tenochtitlan
Třída Tenochtitlan jsou hlídkové lodě mexického námořnictva vyvinuté na základě nizozemského typu Damen Stan Patrol 4207. Mezi jejich hlavní úkoly patří hlídkování ve výhradní ekonomické zóně, protipašerácké operace, nebo pátrací a záchranné mise. Do ledna 2016 byla objednána stavba 10 plavidel. Plánována je však stavba celkem až 20 kusů.

## Pozadí vzniku
Celkem byla objednána stavba 10 jednotek této třídy. Loděnice Damen Group poskytla plány, součástky, technickou podporu a výcvik posádek, přičemž samotná stavba probíhá v mexické loděnici Astillero de Marina Numero 1 (ASTIMAR 1) ve městě Tampico na pobřeží Mexického zálivu. Stavba prvních dvou jednotek proběhla v letech 2011–2012. Desáté plavidlo bylo do služby přijato v listopadu 2017.
Jednotky třídy Tenochtitlan:
| Jméno                 | Spuštěna          | Vstup do služby   | Status  |
| --------------------- | ----------------- | ----------------- | ------- |
| Tenochtitlan (PC-331) |                   | 1. červen 2012    | aktivní |
| Teotihuacan (PC-332)  |                   | 1. červen 2012    | aktivní |
| Palenque (PC-333)     | 1. březen 2014    | 21. duben 2014    | aktivní |
| Mitla (PC-334)        | 29. květen 2014   | 7. ledna 2015     | aktivní |
| Uxmal (PC-335)        | 18. březen 2015   | 23. července 2015 | aktivní |
| Taijin (PC-336)       | 12. červen 2015   | 23. listopad 2015 | aktivní |
| Tulum (PC-337)        | 11. února 2016    | 11. srpen 2016    | aktivní |
| Monte Albán (PC-338)  | 11. července 2016 | 21. duben 2017    | aktivní |
| Bonampak (PC-339)     | 12. ledna 2017    | 28. července 2017 | aktivní |
| Chichen Itzá (PC-340) | 27. červen 2017   | 6. listopadu 2017 | aktivní |

## Konstrukce
Na palubě jsou kajuty pro 18 osob. Plavidla mají ocelový trup a nástavby ze slitin hliníku. Jsou vyzbrojena dvěma 12,7mm kulomety. Na zádi je uloženy 7,5metrový inspekční člun RHIB, lodě dále nesou dva záchranné rafty pro 20 osob a další vybavení. Pohonný systém tvoří dva diesely Caterpillar 3516C HD o celkovém výkonu 4000 kW, nebo MTU 16V4000 o celkovém výkonu 6000 kW, pohánějící přes převodovky Reintjes/ZF dva lodní šrouby se stavitelnými lopatkami. Nejvyšší rychlost dosahuje 25/30 uzlů (dle zvolených motorů).